# موهلنو
موهلنو (به چکی: Mohelno) یک منطقهٔ مسکونی در جمهوری چک است که در منطقه تربیچ واقع شده‌است. موهلنو ۱۷٫۵ کیلومتر مربع مساحت و ۱٬۴۰۴ نفر جمعیت دارد و ۳۴۵ متر بالاتر از سطح دریا واقع شده‌است.